# قائمة المحطات الناقلة لدوري أبطال أوروبا
يتم منح حقوق لإظهار دوري أبطال أوروبا مباشرة من قبل الاتحاد الأوروبي للمذيعين على الأراضي التي الأراضي التي كتبها (لكل بلد من البلدان) الأساس، وجميع الأراضي مذيعة التلفزيون المدفوع تملك الأغلبية، إن لم يكن كلها، من حقوق الإنسان. في الأراضي التي هي أعضاء في الاتحاد الأوروبي، على الأقل مباراة واحدة في كل المباريات (أ الجولة تشمل كلا من ليلة الثلاثاء والأربعاء) ويجب أن تذاع على قناة تلفزيون الحرة. عادة في المناطق الاتحاد الأوروبي، سيتم منح مذيعة التلفزيون مجانا (والذي هو عادة القناة التي تسمح الاعلانات التجارية، وذلك لتلبية التزامات الاتحاد الأوروبي لرعاة البطولة) الحق في اختيار ش '1' من المباريات سواء خلال الجولة بأكملها أو ل ليلة واحدة. وهذا يعني أن تعطى الأولوية مذيعة التلفزيون مجانا على مذيعة التلفزيون في تحديد الأجر الذي المباراة أنها ستكون الإذاعة، وذلك في التأثير على مذيعة التلفزيون مجانا سوف تكون قادرة على التقاط المباراة التي تتصور أنها هي الأكثر جاذبية للجمهور بها. كل القنوات المجانية والمدفوعة تحمل المباراة النهائية.
في الأراضي فيها فرق من الأرض يتم بصورة منتظمة في المنافسة، وذلك هو الحال دائما أن البث التلفزيوني مجانا سيختار مباريات تشارك فرق من أراضيها نظرا إلى أن هذا سيكون أكبر بكثير من الفائدة للجمهور في تلك المنطقة. على سبيل المثال، سوف TF1 في فرنسا اختيار المباريات التي تنطوي على الفرق الفرنسية إذا كانا لا يزالان في المسابقة.
أيضا، على الرغم من المذيعين التلفزيون المدفوع تعقد دائما على حقوق بث معظم (إن لم يكن كل) من المباريات، وهذا لا يعني أنها ستبث كل منهم. هذا هو الحال خاصة في مرحلة المجموعات حيث لعب 8 مباريات في أي ليلة واحدة (جميع المباريات انطلاق المباراة في 20.45 CET، باستثناء المباريات التي عقدت في روسيا). هذا يرجع إلى القيود المفروضة على قدرة قناة بي إن سبورت لتكون قادرة على بث المباريات، محطة سكاي سبورتس التلفزيونية في المملكة المتحدة سوف تبث دائما كل مباراة التي لديهم الحق في ذلك استخدام ملكيتها للفضائية سكاي التلفزيونية الرقمية خدمة البث الذي تم فيه، في حين SportTV في البرتغال ستبث مجموعة من المباريات لديها حقوق، ولكن ليس كل شيء، ونظرا لمحدودية قدرة البث على القمر الصناعي التلفزيون والكابل ZON خدمة التلفزيون
بعض المذيعين، ولا سيما بما في ذلك TVR، SportTV، DigiSport، سكاي سبورت، RTP، RAI، ITV / STV وشبكة سكاي سبورتس التلفزيونية، وتقديم مباريات في HDTV.
تجدد RTP لحقوق البرتغال حتى عام 2012، لتصبح أول مذيعة بث دوري أبطال أوروبا منذ إنشائه، من دون انقطاع (يجري اشترى حقوق آخر محطة، على سبيل المثال).
في منطقة الشرق الأوسط وشمال أفريقيا تمتلك حقوق بث البطولة قناة بي إن سبورت.